# 제임스 메이슨
제임스 메이슨(James Mason, 1909년 5월 15일 ~ 1984년 7월 27일)은 잉글랜드의 배우이다.

## 출연 작품
- 심판
- 북해유전 특공작전